# Berberisomyia sobolevi
Berberisomyia sobolevi är en tvåvingeart som först beskrevs av Nikolai Vasilevich Kovalev 1967.  Berberisomyia sobolevi ingår i släktet Berberisomyia och familjen gallmyggor. Inga underarter finns listade i Catalogue of Life.